# ويليام كوربن
ويليام كوربن (بالإنجليزية: William Corbin)‏ هو فلاح وصحفي ومؤلف وكاتب أمريكي، ولد في 22 يناير 1916 في دي موين في الولايات المتحدة، وتوفي في 6 يونيو 1999 في بورتلاند في الولايات المتحدة.

## وصلات خارجية
- ويليام كوربن على موقع IMDb (الإنجليزية)